# Les dix scientifiques de l'année
Les dix scientifiques de l'année est un listicle recensant dix personnes qui ont compté pour la science dans une année. La liste créée en 2011 est publiée par la revue Nature d’où son nom en anglais : Nature’s 10. Elle consiste en une biographie et une mise en lumière par cette revue des personnes qui ont marqué l'année pour des raisons scientifiques ou des controverses. À cette liste s'ajoutent cinq personnes à suivre pour l'année suivante pour leurs recherches prometteuses ou controversées.

## Lauréats

### 2024
Les lauréats de l'année 2024 sont les suivants :
1. Ekkehard Peik : Pour ses découvertes qui pourraient permettre la création d'horloges nucléaires plus efficaces que les actuelles horloges atomiques
2. Kaitlin Kharas : Doctorante qui a permis la plus grande augmentation de salaire pour les doctorants et post-doctorants canadiens depuis 20 ans
3. Li Chunlai : Géologue qui étudie un fragment de roche lunaire récupéré par la Chine durant la mission Chang’e-6 sur la face cachée de la Lune
4. Anna Abalkina : Pour son travail de détection du plagiat et de faux journaux scientifiques
5. Huji Xu : Pour son approche révolutionnaire du traitement des maladies auto-immunes
6. Wendy Freedman : Pour sa contribution à l'étude et la compréhension du rythme d'expansion de l'univers
7. Muhammad Yunus : Économiste et lauréat du Prix Nobel de paix, président par intérim du Bangladesh, qui souhaite changer le système éducatif du pays
8. Placide Mbala : Chercheur qui lance l'alerte sur la variole du singe
9. Cordelia Bähr (en) : Avocate qui a gagné un procès climatique contre le gouvernement suisse
10. Rémi Lam : Pour son usage de l'IA en vue d'améliorer les prévisions météorologiques AI

Personnalités à suivre en 2025 :  
1. Mark Thomson (en) : Futur directeur général du CERN
2. Emma Hodcroft (en) : Co-fondatrice de Pathoplexus
3. Donald Trump : Président des États-Unis

### 2023
Les lauréats de l'année 2023 sont les suivants :
1. Kalpana Kalahasti : pour sa contribution à la conquête indienne de la Lune lors de la mission Chandrayaan-3
2. Marina Silva : pour sa lutte contre la déforestation de l'Amazonie
3. Katsuhiko Hayashi : pour ses travaux novateurs sur la reproduction et les cellules souches
4. Annie Kritcher : aide au démarrage de la National Ignition Facility
5. Eléni Myrivíli : Femme politique engagée contre le réchauffement climatique aux Nations unies
6. Ilya Sutskever : Visionnaire de l'IA
7. James Hamlin : Pionnier de la superconductivité
8. Svetlana Mojsov : Développeuse de médicament méconnue
9. Halidou Tinto : pour sa lutte contre la malaria
10. Thomas Powles : Contributeur au traitement du cancer de la vessie

Récipiendaire particulier :
1. ChatGPT : Cadeau et fardeau ?

Personnalités à suivre en 2024 :  
1. Monica M. Bertagnolli, Directrice, National Institutes of Health des États-Unis
2. Colin Waters, Président, Anthropocene Working Group (en)
3. Ilan Gur, Directeur, Advanced Research and Invention Agency du Royaume-Uni
4. Muhammad Masroor Alam, biologiste moléculaire, Institut National de la Santé du Pakistan

### 2022
Les lauréats de l'année 2022 sont : 
1. Jane Rigby, "la chasseuse de ciel"
2. Yunlong Cao, prédiction des Variants du SARS-CoV-2
3. Saleemul Huq, révolutionnaire climatique
4. Svitlana Krakovska, climatologue, voix pour l'Ukraine
5. Dimie Ogoina (en), Observateur de la variole du singe
6. Lisa McCorkell, défense des personnes atteintes de Covid long
7. Diana Greene Foster, études sur l'avortement
8. António Guterres, diplomate en temps de crise
9. Muhammad Mohiuddin, pionnier de la transplantation cardiaque
10. Alondra Nelson, responsable de l'Office of Science and Technology Policy

Personnalités à suivre en 2023 :  
1. Sherry Rehman, Ministre du changement climatique, Pakistan
2. Nallathamby Kalaiselvi, Conseil de la recherche scientifique et industrielle de l'Inde
3. Sun Chunlan, parti communiste chinois
4. Renee Wegrzyn (en), Advanced Research Projects Agency for Health (en)
5. Anthony Tyson, Université de Californie à Davis

### 2021
Les lauréats de l'année 2021 sont : 
- Winnie Byanyima, la « guerrière » du vaccin
- Friederike Otto, détective météorologique
- Zhang Rongqiao (en), explorateur de Mars
- Timnit Gebru, responsable de l'éthique de l'intelligence artificielle
- Tulio de Oliveira, traqueur de variants
- John Jumper (en), prédicteur de protéines
- Victoria Tauli-Corpuz, défenseure des Droits des peuples autochtones
- Guillaume Cabanac, pour la détection automatique de publications scientifiques suspectées de fraude
- Meaghan Kall, communicatrice sur le COVID
- Janet Woodcock, chef de la Food and Drug Administration

Personnalités à suivre en 2022 :  
- Chikwe Ihekweazu (en), épidémiologiste au Centre de renseignements sur les pandémies et les épidémies de l'OMS
- Jane Rigby, astrophysicienne au Goddard Space Flight Center de la NASA
- Love Dalén (en), généticien au Muséum suédois d'histoire naturelle
- Xie Zhenhua (en), envoyé spécial de la Chine sur le changement climatique
- Graziano Venanzoni (en), physicien à l'Institut national italien de physique nucléaire

### 2020
Les lauréats de l'année 2020 sont :  
1. Tedros Adhanom Ghebreyesus, avertissement au monde
2. Verena Mohaupt (en), patrouilleur polaire
3. Gonzalo Moratorio (en), chasseur de coronavirus
4. Adi Utarini, commandant des moustiques
5. Kathrin Jansen , responsable des vaccins
6. Zhang Yongzhen (en), partage du génome
7. Chanda Prescod-Weinstein , une force en physique
8. Li Lanjuan, architecte Lockdown
9. Jacinda Ardern, responsable de crise
10. Anthony Fauci, défenseur de la science

Personnalités à suivre en 2021 :  
1. Marion Koopmans , Centre médical universitaire Erasmus, Rotterdam, Pays-Bas
2. Zhang Rongqiao (en), Administration spatiale nationale chinoise
3. Karen Miga, Université de Californie, Santa Cruz
4. Rochelle Walensky, Harvard Medical School, Boston, Massachusetts
5. Jane Greaves , Université de Cardiff, Royaume-Uni

### 2019
Les lauréats de l'année 2019 sont :  

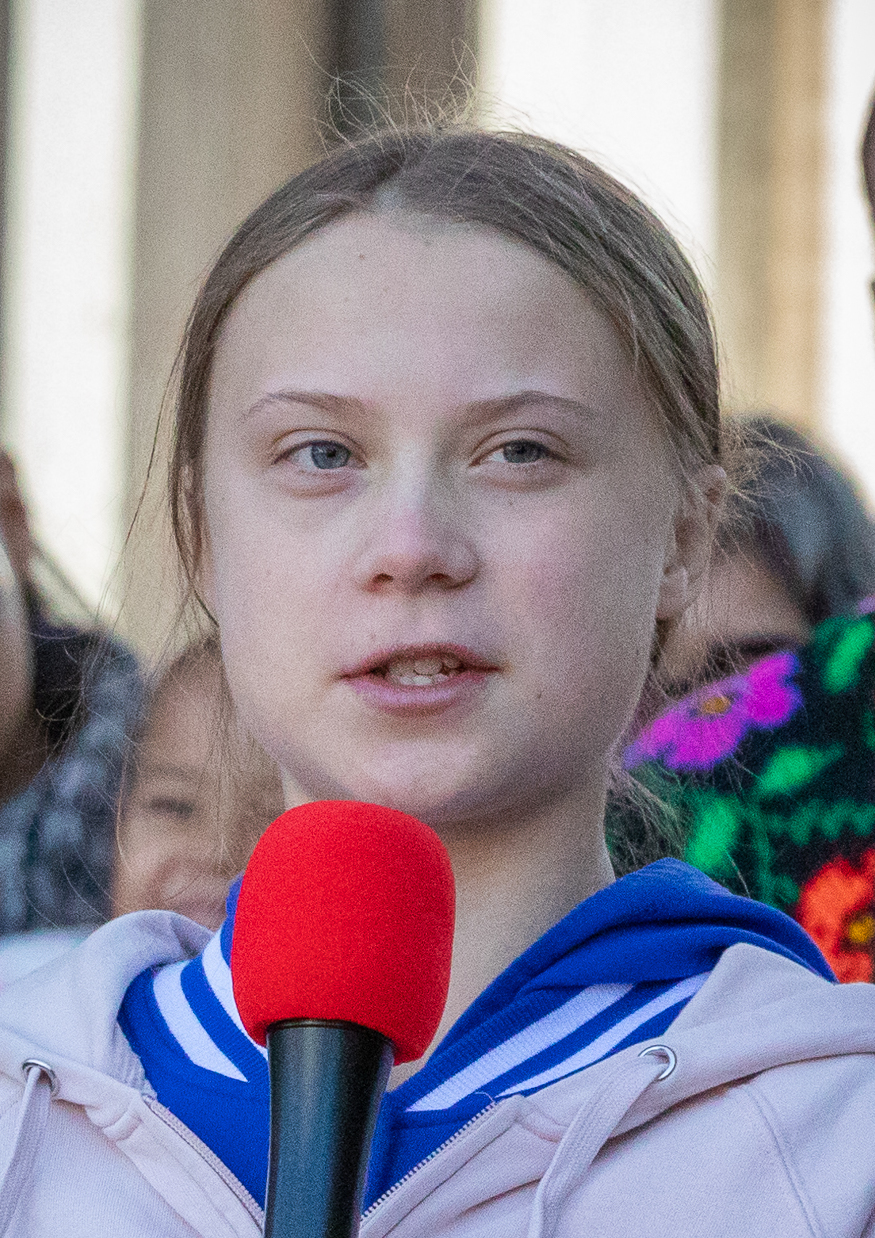
Greta Thunberg est nommée en 2019 pour son rôle de militante pour le climat.

1. Ricardo Galvão : défenseur de la science brésilien
2. Victoria Kaspi : astrophysicienne canadienne
3. Nenad Sestan : neuroscientifique croate
4. Sandra Díaz : gardienne de la biodiversité
5. Jean-Jacques Muyembe : virologue congolais, co-découvreur du virus Ebola
6. Yohannes Haile-Selassie : paléoanthropologue éthiopien
7. Wendy Rogers : professeure d'éthique clinique
8. Deng Hongkui : immunologiste chinois
9. John Martinis : physicien
10. Greta Thunberg : militante écologiste suédoise

Personnalités à suivre en 2020 :
1. António Guterres :  secrétaire général des Nations unies
2. Denis Rebrikov : biologiste russe
3. Geng Meiyu : biologiste chinoise
4. Mariya Gabriel : commissaire européenne à l'innovation à la recherche, la culture, l'éducation et la jeunesse
5. Markus Rex :  chercheur polaire, climatologue et physicien allemand

### 2018

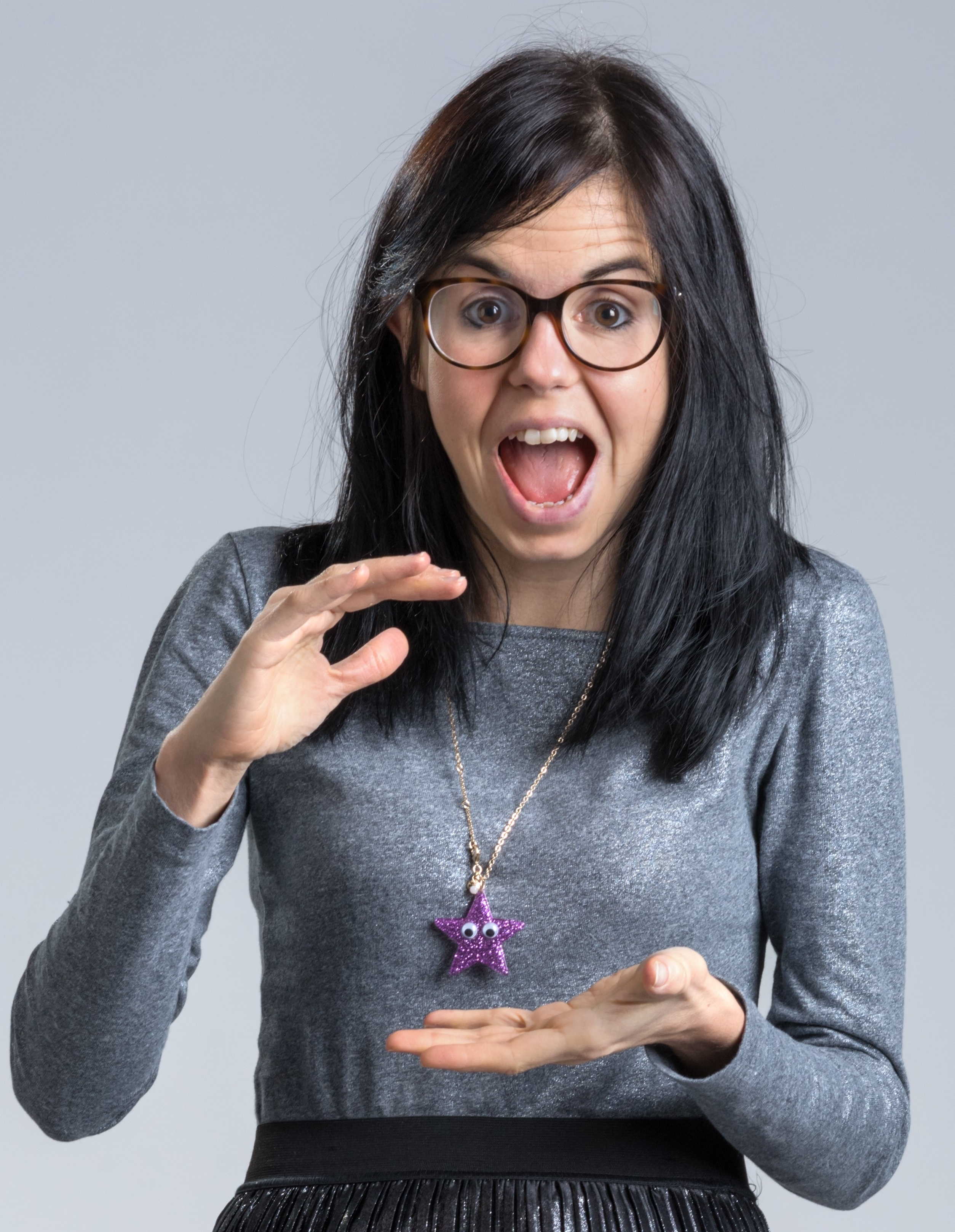
Jess Wade est nommée en 2018 pour son travail pour encourager les filles en sciences.

Les lauréats de l'année 2018 sont :   
1. Yuan Cao
2. Viviane Slon
3. He Jiankui
4. Jess Wade
5. Valérie Masson-Delmotte[9].
6. Anthony Brown
7. Yeo Bee Yin
8. Barbara Rae-Venter
9. Robert-Jan Smits
10. Makoto Yoshikawa

Personnes à suivre en 2019 :  
1. Jean-Jacques Muyembe
2. Julia Olson
3. Muthayya Vanitha
4. Maura McLaughlin
5. Sandra Díaz

### 2017

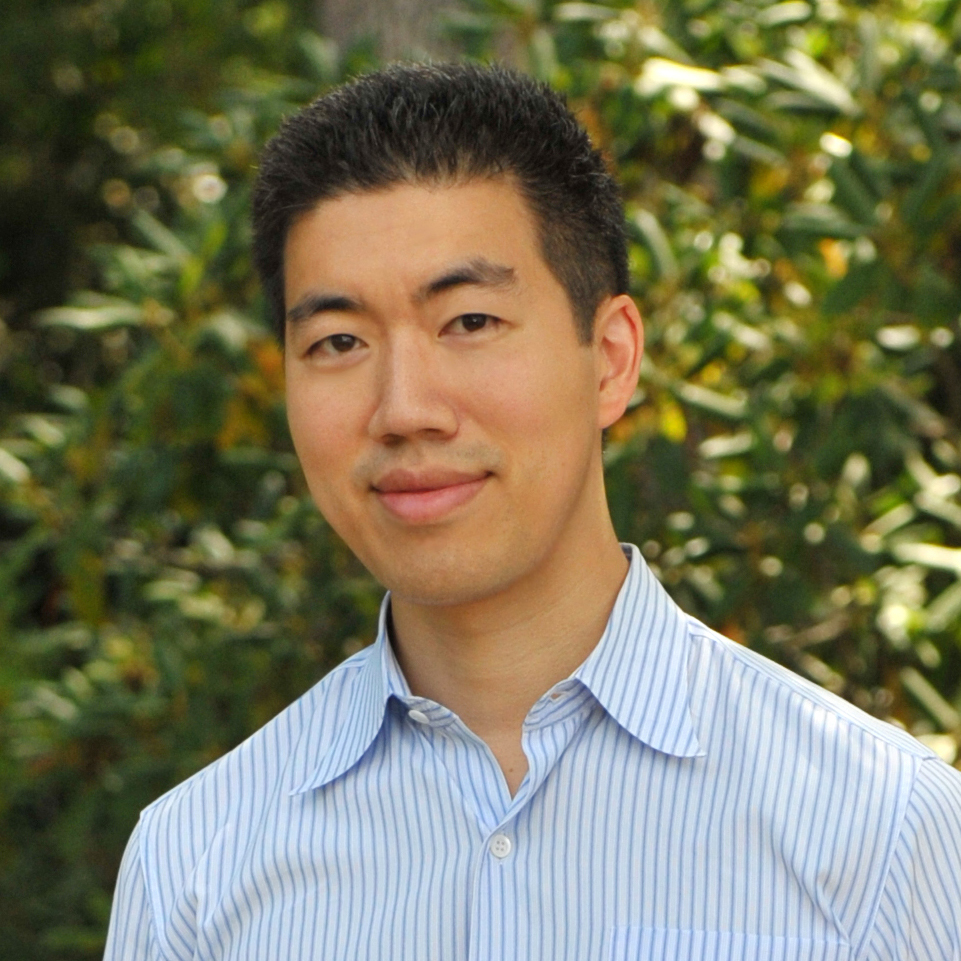
David Ruchien Liu est nommé en 2017 pour son travail d'édition génomique.

Les lauréats de l'année 2017 sont, : 
1. David Ruchien Liu
2. Marica Branchesi
3. Emily Whitehead
4. Scott Pruitt
5. Pan Jianwei
6. Jennifer Byrne
7. Lassina Zerbo
8. Victor Cruz-Atienza
9. Ann Olivarius
10. Khaled Toukan

Personnes à suivre en 2018 :
1. Shaughnessy Naughton,
2. Mark Walport
3. Kate Crawford
4. John Martinis
5. Patricia Espinosa

### 2016

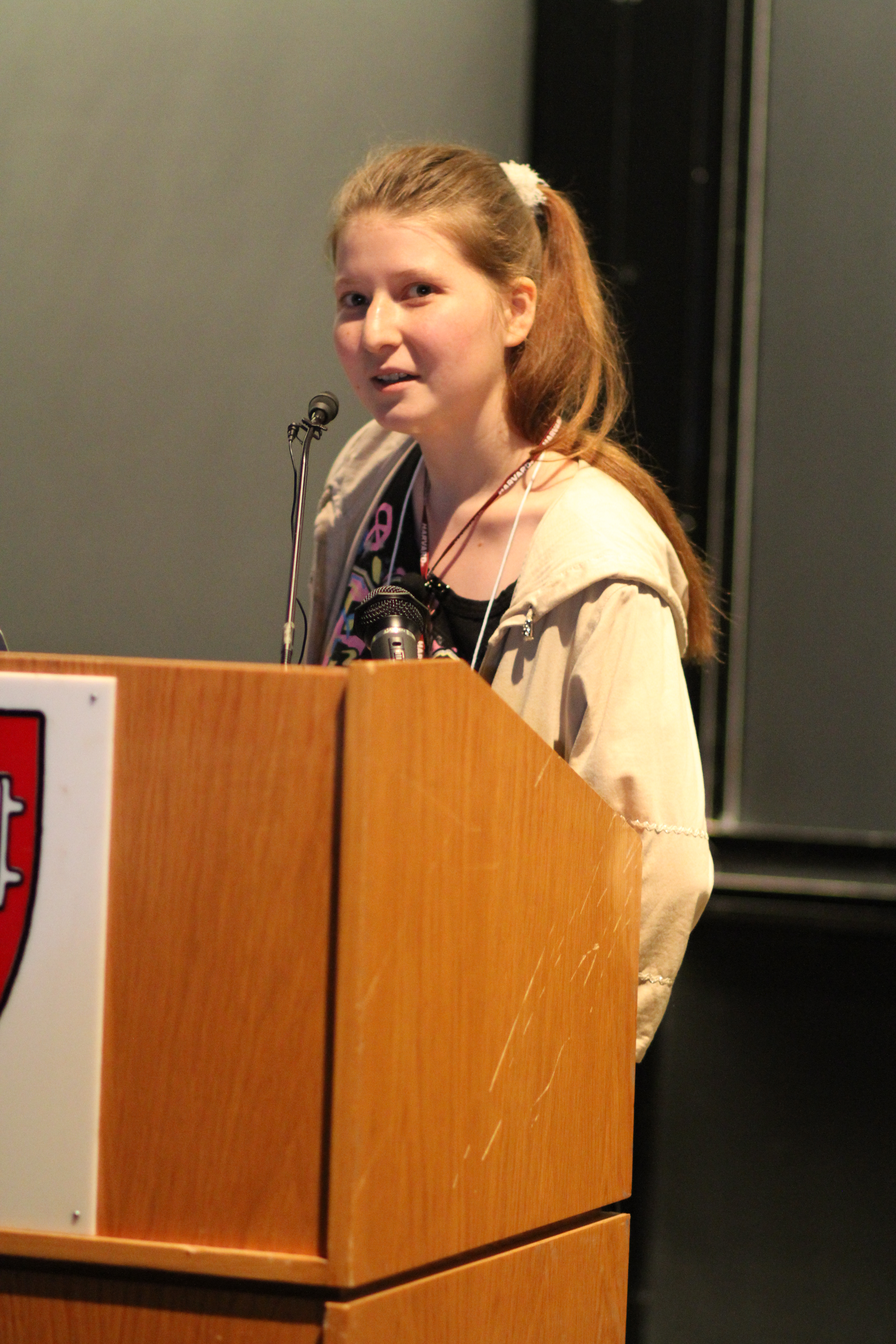
Alexandra Elbakyan est nommée en 2016 pour son travail sur le site Sci-Hub.

Les lauréats de l'année 2016 sont : 
1. Gabriela González
2. Demis Hassabis
3. Terry Hughes
4. Guus Velders
5. Celina Turchi
6. Alexandra Elbakyan
7. John Zhang
8. Kevin Esvelt
9. Guillem Anglada-Escudé
10. Elena Long

Personnes à suivre en 2017 :
1. Cornelia Bargmann
2. Robert Feidenhans’l
3. Jef Boeke
4. Wu Weiren
5. Marcia McNutt

### 2015

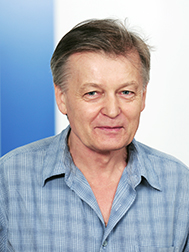
Mikhail Eremets est nommé en 2015 pour son travail sur la résistance électrique.

Les lauréats de l'année 2015 sont :   
1. Christiana Figueres
2. Junjiu Huang
3. Alan Stern
4. Zhenan Bao
5. Ali Akbar Salehi
6. Joan Schmelz
7. David Reich
8. Mikhail Eremets
9. Christina Smolke
10. Brian Nosek

Personnes à suivre en 2016 :  
1. Fabiola Gianotti
2. Gabriela González
3. Kathy Niakan
4. Demis Hassabis
5. Yang Wei

### 2014

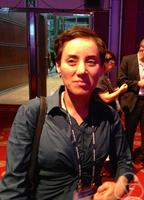
Maryam Mirzakhani est nommée en 2014 pour ses travaux en topologie et en géométrie.

Les lauréats de l'année 2014 sont :  
1. Andrea Accomazzo
2. Suzanne Topalian
3. Radhika Nagpal
4. Sheik Umar Khan
5. David Spergel
6. Maryam Mirzakhani
7. Pete Frates
8. Koppillil Radhakrishnan
9. Masayo Takahashi
10. Sjors Scheres

Personnes à suivre en 2015 :   
1. Xie Zhenhua
2. Alan Stern
3. Joanne Liu
4. Bernard Bigot
5. Rick Horwitz

### 2013

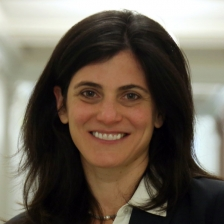
Tania Simoncelli est nommée en 2013 pour son travail sur la politique scientifique et la brevetabilité du vivant.

Les lauréats de l'année 2013 sont :   
1. Feng Zhang
2. Tania Simoncelli
3. Deborah Persaud
4. Michel Mayor
5. Naderev Saño
6. Viktor Grokhovsky
7. Hualan Chen
8. Shoukhrat Mitalipov
9. Kathryn Clancy
10. Henry Snaith

Personnes à suivre en 2014 :  
1. Masayo Takahashi
2. Christopher Field
3. Jean-Pierre Bourguignon
4. Koppillil Radhakrishnan
5. Gordon Sanghera

### 2012

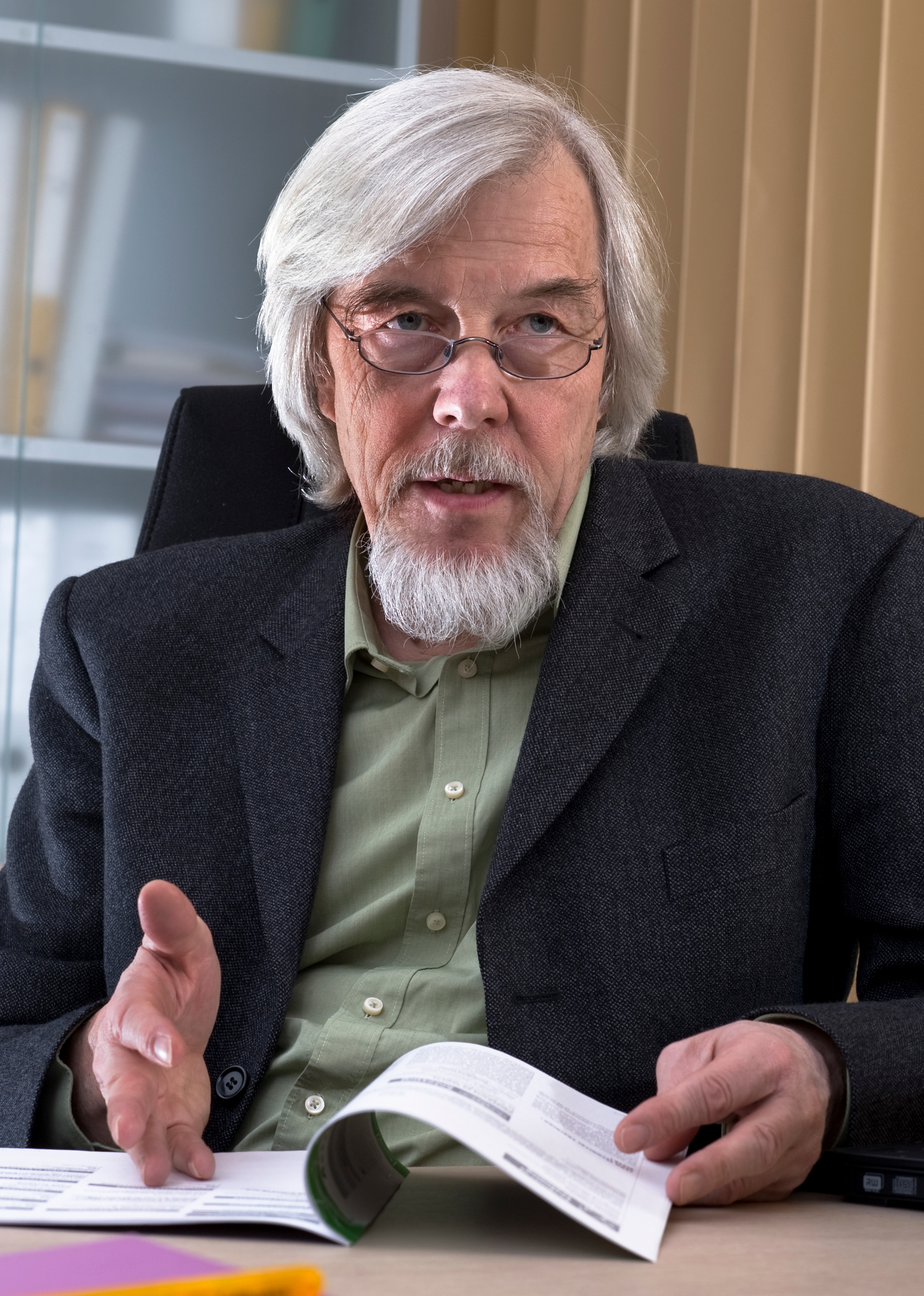
Rolf-Dieter Heuer du CERN est nommé en 2012 pour son travail sur le boson de Higgs.

Les lauréats de l'année 2012 sont :  
1. Rolf-Dieter Heuer
2. Cynthia Rosenzweig
3. Adam Steltzner
4. Cédric Blanpain
5. Elizabeth Iorns
6. Jun Wang
7. Jo Handelsman
8. Tim Gowers
9. Bernardo De Bernardinis
10. Ron Fouchier

Personnes à suivre en 2013 :
1. Anne Glover
2. Thomas Stocker
3. Chris Austin
4. Jan Tauber
5. Rafael Yuste

### 2011

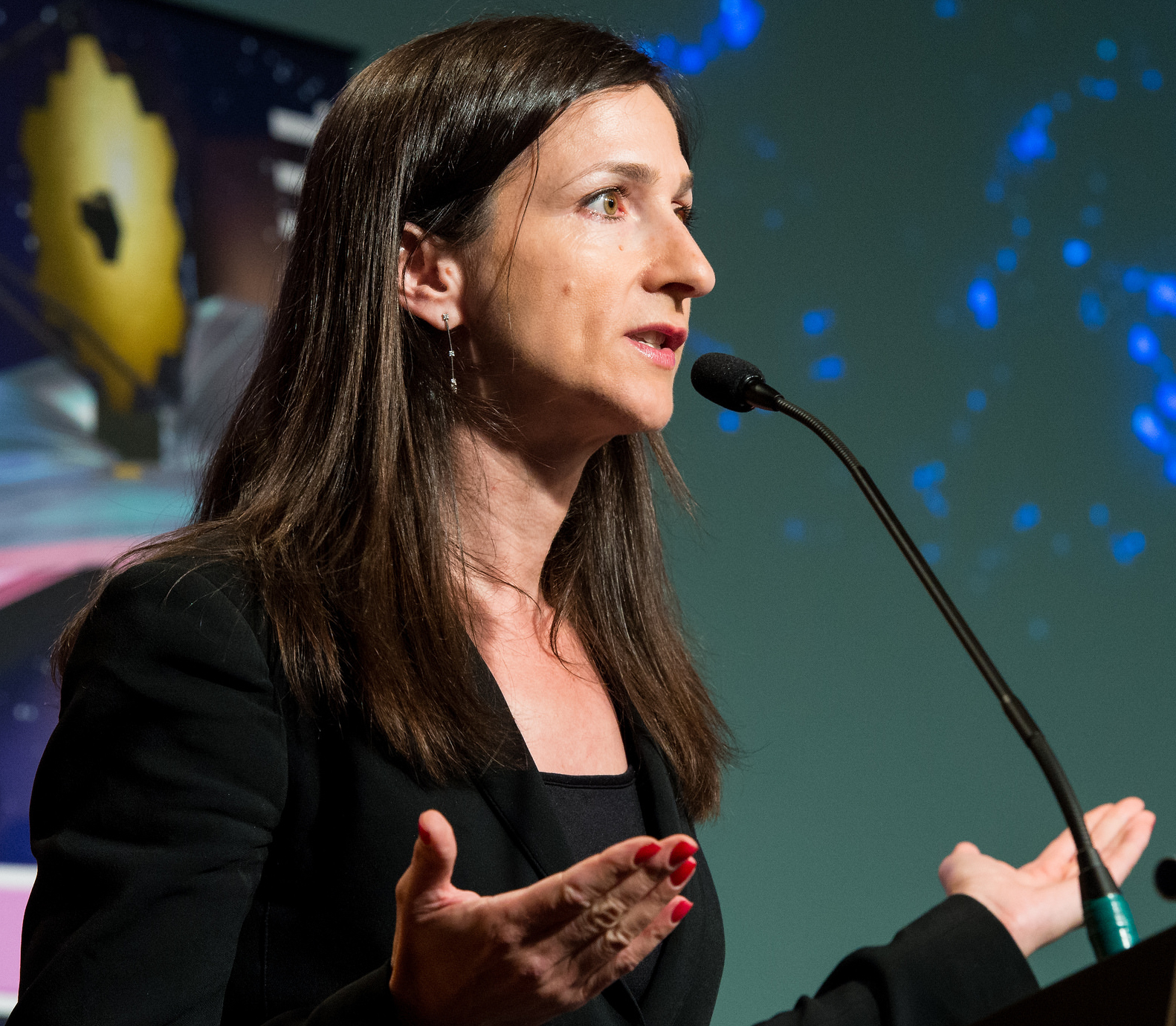
Sara Seager est nommée en 2011 pour son travail sur les exoplanètes et leur atmosphère.

Les lauréats de l'année 2011 sont : 
1. Dario Autiero
2. Sara Seager
3. Lisa Jackson
4. Essam Sharaf
5. Diederik Stapel
6. Rosemary Redfield
7. Danica May Camacho
8. Mike Lamont
9. Tatsuhiko Kodama
10. John Rogers